# 小行星1850
小行星1850（1850 Kohoutek）是一颗主带小行星，1942年3月23日由卡爾·威廉·萊茵姆特在王座山天文台发现。
該小行星以捷克天文学家盧波什·科胡特克命名。